# Atacameño
Atacameño (Atacama, Kunza), indijanski narod porodice Atacamenan naseljen u sjevernom Čileu i susjednom području sjevernoistočne Argentine. Njihov jezik likan-antai ponekad se povezuje (J. Alden Mason) s jezicima Indijanaca Diaguita u nepriznatu porodicu Ataguitan, koju je sam iskovao, a danas se smatra dijelom velike porodice Macro-Chibchan. 
Atacame su rano asimilirani od Španjolaca, i danas se o njima znanje temelji tek na arheološkim ostacima. Svoja polja su navodnjavali, a glavne kulture su bile kukuruz, quinoa, krumpir, grah, pamuk i duhan; u rijetkim slučajevima držali su i ljame i alpake. Tipično oruđe Atacama je bilo od drveno, ali su zato trgovali zlatnim, bakrenim i brončanim predmetima. Sela su se sastojala od niza kamenih kuća koja idu niz ulicu, zaštićena kamenim fortifikacijama, samostalna, i pod vodstvom poglavice. Svako ovo selo, je prema nekima moglo biti lokalizovani patrilinearni klan.
Koplja, ratne kijače, bokseri, praćke i razni štitnici koristili su se u ratu. Vjera je bila šamanistička. 
Atacame danas govore španjolskim jezikom. Porodici Atacama klasificiraju se i jezici Indijanaca Apatama, Casabindo, Cochinoca i Churumata.

## Vanjske poveznice
- Atacameño  Arhivirana inačica izvorne stranice od 8. ožujka 2007. (Wayback Machine)